# Nürnberg und seine Lehre
Nürnberg und seine Lehre (Originaltitel: Nuremberg: its Lesson for Today) ist ein vom Office of Military Government for Germany (U.S.) in Auftrag gegebener und vom Information Services Division (ISD), Dokumentarfilm-Abteilung (D1 US) sowie der Zeit im Film von Mai bis Juli 1947 produzierter Dokumentarfilm von Stuart Schulberg. Der Film zeigt Ausschnitte aus dem Nürnberger Hauptkriegsverbrecherprozess vor dem Internationalen Militärgerichtshof, von der Verfahrenseröffnung am 14. November 1945 bis zur Urteilsverkündung am 1. Oktober 1946. In chronologischer Folge werden die Machtergreifung der Nationalsozialisten, die Auslösung des Zweiten Weltkrieges durch das nationalsozialistische Deutsche Reich bis hin zu den NS-Verbrechen gegen die Menschlichkeit erläutert. Der Film folgt den Argumentationslinien des Hauptanklägers Robert H. Jackson.
Die Dokumentation enthält neben dem Filmmaterial aus dem Gerichtssaal auch weitere zeitgenössische Aufnahmen, es werden u. a. Ausschnitte der während des Hauptkriegsverbrecherprozesses vorgeführten Filme Der Nazi-Plan und Nazi-Konzentrationslager gezeigt, die im Prozess Beweismittel waren. Auch sichergestelltes deutsches Filmmaterial wurde für den Film verwendet.
Die während des Hauptkriegsverbrecherprozesses gedrehten Aufnahmen wurden nicht nur für Nürnberg und seine Lehre verwandt, sondern auch für die sowjetische Dokumentation Das Gericht der Völker und Wochenschauen. Nürnberg und seine Lehre war mit Filmmusik unterlegt und in deutscher Sprache kommentiert.
Am 27. September 1947 wurde der Film in Washington erstmals gezeigt, er gelangte jedoch unter Berücksichtigung des Marshallplans nicht in die amerikanischen Kinos. Eine Version in englischer Sprache wurde nie vollendet. In Deutschland wurde der Film im Rahmen der Reeducation am 21. November 1948 in Stuttgart (Camera) und am 31. Mai 1949 in West-Berlin (Berliner Sportpalast) uraufgeführt.
Da Teile des originalen Filmmaterials als auch die Tonaufnahmen mit der Zeit verloren gingen oder stark beschädigt waren, restaurierte die Tochter von Stuart Schulberg, die amerikanische Filmproduzentin Sandra Schulberg, gemeinsam mit Josh Waletzky den 2009 fertiggestellten Film. Diese restaurierte Fassung wurde auf der Berlinale 2010 gezeigt.
Der Filmhistoriker Ronny Loewy, der das Datenbankprojekt Cinematographie des Holocaust leitete, bezeichnete Nürnberg und seine Lehre als eines der wichtigsten zeithistorischen Materialien zum Prozess und zur Geschichte des Nationalsozialismus.